# Typologia języków
Typologia języków – dziedzina językoznawstwa zajmująca się kategoryzowaniem języków ze względu na ich cechy systemowo-strukturalne. Klasyfikacje typologiczne, w odróżnieniu od klasyfikacji genetycznych (genealogicznych), nie grupują języków według ich pokrewieństwa. W klasyfikacji genetycznej (zob. językoznawstwo historyczne) języki grupuje się w rodziny, które łączy wspólny przodek, natomiast typologia łączy różne, niekoniecznie spokrewnione języki, w typy.
Typologia zajmuje się badaniem języków pod względem ich podobieństwa i identyczności. Typologicznie identyczne są te elementy, które pełnią tę samą funkcję językową w tekście oraz oznaczają się podobną częstotliwością, przy czym bada się elementy synchroniczne, a nie identyczne historycznie.
Istnieje kilka rodzajów typologii, w zależności od obranych kryteriów:
- typologia fonologiczna, badająca język pod względem fonologicznym i cech dystynktywnych głosek[3],
- typologia semantyczna, zajmująca się systemami słownikowymi[4],
- typologia syntaktyczna, badająca podobieństwo języków pod względem składniowym[5],
- typologia morfologiczna, zajmująca się ustalaniem podobieństw w zakresie budowy wyrazów[6].